# Aljona Arzamaska
Aljona Arzamaska (erzjansko Эрзямассонь Олена, rusko Алёна Арзамасская), erzjanska upornica, tudi "ruska Ivana Orleanska", * ?, Vjezdnoje, Rusko carstvo, † 4. december 1670, Temnikov.
Arzamaska je bila slavna ženska upornica iz 17. stoletja, ki se je bojevala kot moški v kozaškem Uporu Stepana Razina leta 1670 v južni Rusiji. Za razliko od Ivane Orleanske, ki se je borila v imenu svojega kralja, se je Aljona borila proti svojemu carju. Bila je erzjanska ženska atamanka pod poveljstvom Stepana Razina. Poveljevala je oddelku, ki je štel približno 600 mož in prisostvovala zasedbi Temnikova leta 1670, preden je bila sežgana na grmadi.

## Zgodnje življenje
Aljona je bila po rojstvu kmetica iz Vjezdnoja iz Arzamasa in se je poročila s kmetom, ko je bila še mlada deklica. Njen mož je kmalu umrl in Aljona je kot otroška vdova postala nuna v samostanu Nikolevski. Med svojim tamkajšnjim bivanjem je brala in študirala medicino. V samostanu je bila zaradi strogega življenja nesrečna. Leta 1669 je tako zapustila samostan, si ostrigla lase in se pričela oblačiti kot moški.

## Upor Stepana Razina
Potem ko je zapustila samostan se je pridružila Uporu Stepana Razina oz. kmečkem uporu, ki ga je vodil Stepan Razin. Upor je bil sprva uspešen v južni Rusiji.
Leta 1670 je prisostvovala v zasedbi Temnikova medtem, ko se je pretvarjala, da je uporni vodja kozakov. Zbrala je regiment mož iz okolice njenega domačega kraja. Kmalu je vodila regiment 300 do 400 mož (po nekaterih virih celo 6000 borcev), ki niso vedeli, da je ona ženska. Zaradi svojega znanja lokostrelstva in medicine, česar se je naučila v samostanu, je postala popularna in možje so jo spoštovali.
Tri mesece kasneje je ruski car sprožil akcijo, da bi upornike zatrl in ujel Arzamasko. 30. novembra 1670 so Temnikov zavzele carske čete pod poveljstvom generala Jurija A. Dolgorukova. Po opisu iz leta 1677 naj bi se Aljona skrila v cerkev in ustrelila več vojakov, preden je bila 4. decembra med objemanjem oltarja zajeta. Mučena je bila, da bi izdala identitete drugih upornikov; kljub temu se je upirala in ni izdala nobenih informacij. Nekateri viri pravijo, da je bila obtožena čarovništva in krivoverstva; drugi, da je bila obtožena razbojništva zaradi njene vloge pri zasedbi Temnikova. Obsojena je bila na zažig na grmadi.
Grmada je bila postavljena kot majhna koča z luknjo v "strehi", kjer naj bi bila sežgana. Arzamaska naj bi morala v tišini splezati na grmado, izvesti obrede, skočiti dol, zapreti loputo in biti sežgana. Za Aljono so opisali, da je imela veliko fizično moč in več poguma kot večina moških.
Priče so poročale, da je bila med sežigom popolnoma tiho.